# Rhabdamia nigrimentum
A Rhabdamia nigrimentum a sugarasúszójú halak (Actinopterygii) osztályának sügéralakúak (Perciformes) rendjébe, ezen belül a kardinálishal-félék (Apogonidae) családjába tartozó faj.

## Előfordulása
A Rhabdamia nigrimentum az Indiai- és a Csendes-óceánok lakója. Legelőször Eritrea vizeiben találták meg.

## Megjelenése
Hossza elérheti az 5,5 centimétert.

## Életmódja
A Rhabdamia nigrimentum a trópusi korallzátonyokon él.